# بيل بوغز
بيل بوغز (بالإنجليزية: Bill Boggs)‏ هو صحفي أمريكي، ولد في 11 يوليو 1941 في فيلادلفيا في الولايات المتحدة.

## وصلات خارجية
- الموقع الرسمي
- بيل بوغز على موقع IMDb (الإنجليزية)
- بيل بوغز على موقع تيرنر كلاسيك موفيز (الإنجليزية)
- بيل بوغز على موقع قاعدة بيانات الفيلم (الإنجليزية)